# Wallacehall Academy
Die Wallacehall Academy, ehemals auch Wallacehall Assessment Centre, ist eine Schule nahe der schottischen Ortschaft Closeburn in der Council Area Dumfries and Galloway. 1971 wurde das Bauwerk in die schottischen Denkmallisten in der höchsten Denkmalkategorie A aufgenommen. Des Weiteren bildet es zusammen mit der Closeburn Church und der Closeburn Primary School ein Denkmalensemble der Kategorie A.

## Geschichte
John Wallace stiftete die Schule im Jahre 1723. Die ältesten Gebäudeteile stammen aus den Jahren 1724 bis 1729. Mehrfach wurde die Einrichtung substanziell umgestaltet oder erweitert. So wurde nach einer Erweiterung 1777 im Jahre 1795 ein weiteres Gebäude hinzugefügt. 1842 und 1882 wurde die Schule abermals erweitert. Heute handelt es sich um eine Gesamtschule mit über 500 Schüler.

## Beschreibung
Die Wallacehall Academy liegt wenige hundert Meter östlich von Closeburn. Das ursprüngliche Gebäude ist heute Teil des L-förmigen Ostflügels. Der dreistöckige Neubau aus dem Jahre 1795 bildet das Kernstück des Komplexes. Das Mauerwerk besteht aus Bruchstein, der grob zu Quadern behauen wurde. Die Gebäudekanten sind mit roten Ecksteinen farblich abgesetzt. Der Haupteingang an der Westseite ist mit Pilastern, Architrav und Fries gestaltet. Das Gebäude schließt mit einem schiefergedeckten Walmdach. Im Inneren sind verschiedene dekorative Gipsarbeiten zu finden. Außerdem eine Aussparung mit Rundbogen und flankierenden korinthischen Pilastern.
Rückwärtig geht ein zweistöckiger Flügel im rechten Winkel ab. Sein Mauerwerk besteht aus Bruchstein. Die Sprossenfenster sind teilweise mit Mittelpfosten gestaltet. An der Südseite tritt ein Treppenturm hervor, der mit Staffelgiebel abschließt. An der Ostseite schließt ein nach Süden weisender Flügel aus dem Jahre 1882 an, in welchem sich die Sportanlagen befinden.